# Хёппнер, Рейнхард
Рейнхард Хёппнер (нем. Reinhard Höppner; 2 декабря 1948, Хальденслебен, Саксония-Анхальт — 9 июня 2014, Магдебург) — германский государственный и политический деятель. Также работал писателем и был членом Социал-демократической партии Германии.

## Биография
Имел докторскую степень по математике.
В 1990 году на первых и последних свободных выборах в истории Германской Демократической Республики (ГДР) был избран членом и вице-председателем Народной палаты ГДР.
В июле 1994 года стал премьер-министром Саксонии-Анхальт, когда Социал-демократическая партия Германии (СДПГ), не получив абсолютного большинства, вошла в правящую коалицию меньшинства с партией Союз 90 / Зелёные. В то время этот факт вызвал споры, потому что большинство ожидало, что СДПГ, если ей будет отказано в абсолютном большинстве, создаст коалицию с Партией демократического социализма (ПДС), преемницей правящей партии ГДР: вместе СДПГ и ПДС имели бы абсолютное большинство. Так называемая Магдебургская модель для коалиции меньшинства СДПГ/Зелёных, которая исключала ПДС, но, тем не менее, была ими терпима, впоследствии использовалась в других региональных парламентах. Оставался на должности до 16 мая 2002 года, когда его сменил Вольфганг Бёмер.